# Bulbophyllum brienianum
Bulbophyllum brienianum là một loài phong lan thuộc chi Bulbophyllum.